# Olympische Sommerspiele 2012/Teilnehmer (Litauen)
| Gelbes Symbol für Goldmedaillen mit stilisierten Olympischen Ringen | Graues Symbol für Silbermedaillen mit stilisierten Olympischen Ringen | Braundes Symbol für Bronzemedaillen mit stilisierten Olympischen Ringen |
| ------------------------------------------------------------------- | --------------------------------------------------------------------- | ----------------------------------------------------------------------- |
| 2                                                                   | —                                                                     | 3                                                                       |

Litauen nahm in London an den Olympischen Spielen 2012 teil. Es war die insgesamt achte Teilnahme an Olympischen Sommerspielen. Das Lietuvos tautinis olimpinis komitetas nominierte 62 Athleten in 14 Sportarten.
Fahnenträger bei der Eröffnungsfeier war der Diskuswerfer Virgilijus Alekna.

## Teilnehmer nach Sportart

### Badminton
| Athleten            | Wettbewerb | Gruppenphase | Gruppenphase | Achtelfinale  | Achtelfinale  | Viertelfinale | Viertelfinale | Halbfinale    | Halbfinale    | Finale        | Finale        | Rang |
| Athleten            | Wettbewerb | Punkte       | Rang         | Gegner        | Ergebnis      | Gegner        | Ergebnis      | Gegner        | Ergebnis      | Gegner        | Ergebnis      | Rang |
| ------------------- | ---------- | ------------ | ------------ | ------------- | ------------- | ------------- | ------------- | ------------- | ------------- | ------------- | ------------- | ---- |
| Frauen              |            |              |              |               |               |               |               |               |               |               |               |      |
| Akvilė Stapušaitytė | Einzel     | 0:2          | 3            | ausgeschieden | ausgeschieden | ausgeschieden | ausgeschieden | ausgeschieden | ausgeschieden | ausgeschieden | ausgeschieden | 33   |

### Basketball
| Wettbewerb    | Männer |
| ------------- | --- |
| Athleten      | Paulius Jankūnas Simas Jasaitis Šarūnas Jasikevičius Mantas Kalnietis Rimantas Kaukėnas Antanas Kavaliauskas Linas Kleiza Jonas Mačiulis Martynas Pocius Renaldas Seibutis Darius Songaila Jonas Valančiūnas |
| Trainer       | Kęstutis Kemzūra |
| Gruppenphase  | Argentinien (79:102) Nigeria (72:53) Frankreich (74:82) USA (94:99) Tunesien (76:63) |
| Viertelfinale | Russland (74:83) |
| Halbfinale    | ausgeschieden |
| Finale        | ausgeschieden |
| Platzierung   | – |

### Boxen
| Athleten              | Wettbewerb              | 1. Runde     | 1. Runde | Achtelfinale | Achtelfinale | Viertelfinale      | Viertelfinale | Halbfinale    | Halbfinale    | Finale        | Finale        | Rang   |
| Athleten              | Wettbewerb              | Gegner       | Ergebnis | Gegner       | Ergebnis     | Gegner             | Ergebnis      | Gegner        | Ergebnis      | Gegner        | Ergebnis      | Rang   |
| --------------------- | ----------------------- | ------------ | -------- | ------------ | ------------ | ------------------ | ------------- | ------------- | ------------- | ------------- | ------------- | ------ |
| Männer                |                         |              |          |              |              |                    |               |               |               |               |               |        |
| Evaldas Petrauskas    | Leichtgewicht bis 60 kg | Miklós Varga | 20:12    | Fatih Keleş  | 16:12        | Domenico Valentino | 16:14         | Han Soon-chul | 13:18         | ausgeschieden | ausgeschieden | Bronze |
| Egidijus Kavaliauskas | Weltergewicht bis 69 kg | Freilos      | Freilos  | Fred Evans   | 7:11         | ausgeschieden      | ausgeschieden | ausgeschieden | ausgeschieden | ausgeschieden | ausgeschieden | 9      |

### Judo
| Athleten           | Wettbewerb         | 1. Runde           | 1. Runde      | Achtelfinale  | Achtelfinale         | Viertelfinale | Viertelfinale | Hoffnungsrunde Halbfinale | Hoffnungsrunde Halbfinale | Halbfinale    | Halbfinale    | Hoffnungsrunde Finale | Hoffnungsrunde Finale | Finale        | Finale        | Rang          |
| Athleten           | Wettbewerb         | Gegner             | Ergebnis      | Gegner        | Ergebnis             | Gegner        | Ergebnis      | Gegner                    | Ergebnis                  | Gegner        | Ergebnis      | Gegner                | Ergebnis              | Gegner        | Ergebnis      | Rang          |
| ------------------ | ------------------ | ------------------ | ------------- | ------------- | -------------------- | ------------- | ------------- | ------------------------- | ------------------------- | ------------- | ------------- | --------------------- | --------------------- | ------------- | ------------- | ------------- |
| Männer             |                    |                    |               |               |                      |               |               |                           |                           |               |               |                       |                       |               |               |               |
| Karolis Bauža      | Klasse bis 90 kg   | Romain Buffet      | 010 UNN - 001 | Ilias Iliadis | 003 - 010 P29        | ausgeschieden | ausgeschieden | ausgeschieden             | ausgeschieden             | ausgeschieden | ausgeschieden | ausgeschieden         | ausgeschieden         | ausgeschieden | ausgeschieden | ausgeschieden |
| Marius Paškevičius | Klasse über 100 kg | Nazario Fiakaifonu | 000 - 100 OSG | Rafael Silva  | 0001 - 1001 SMK (GS) | ausgeschieden | ausgeschieden | ausgeschieden             | ausgeschieden             | ausgeschieden | ausgeschieden | ausgeschieden         | ausgeschieden         | ausgeschieden | ausgeschieden | ausgeschieden |

### Kanu

#### Kanurennsport
| Athleten            | Wettbewerb | Vorlauf  | Vorlauf | Halbfinale | Halbfinale | Finale   | Finale | Rang         |
| Athleten            | Wettbewerb | Zeit     | Rang    | Zeit       | Rang       | Zeit     | Rang   | Rang         |
| ------------------- | ---------- | -------- | ------- | ---------- | ---------- | -------- | ------ | ------------ |
| Männer              |            |          |         |            |            |          |        |              |
| Egidijus Balčiūnas  | K-1 200 m  | 36,173 s | 4       | 36,495 s   | 5          | 37,995 s | 2      | 10           |
| Jevgenijus Šuklinas | C-1 200 m  | 41,288 s | 2       | 41,483 s   | 1          | 42,792 s | 2      | DSQ (Doping) |

### Leichtathletik
Laufen und Gehen
| Athleten                   | Wettbewerb   | Vorlauf | Vorlauf | Halbfinale    | Halbfinale    | Finale        | Finale        | Rang |
| Athleten                   | Wettbewerb   | Zeit    | Rang    | Zeit          | Rang          | Zeit          | Rang          | Rang |
| -------------------------- | ------------ | ------- | ------- | ------------- | ------------- | ------------- | ------------- | ---- |
| Frauen                     |              |         |         |               |               |               |               |      |
| Lina Grinčikaitė           | 100 m        | 11,19 s | 20      | ausgeschieden | ausgeschieden | ausgeschieden | ausgeschieden | 20   |
| Rasa Drazdauskaitė         | Marathon     | –       | –       | –             | –             | 2:29:29 h     | 27            | 27   |
| Remalda Kergytė            | Marathon     | –       | –       | –             | –             | 2:39:01 h     | 75            | 75   |
| Diana Lobačevskė           | Marathon     | –       | –       | –             | –             | 2:29:32 h     | 28            | 28   |
| Sonata Tamošaitytė         | 100 m Hürden | 13,59 s | 34      | ausgeschieden | ausgeschieden | ausgeschieden | ausgeschieden | 34   |
| Eglė Staišiūnaitė          | 400 m Hürden | 57,79 s | 34      | ausgeschieden | ausgeschieden | ausgeschieden | ausgeschieden | 34   |
| Neringa Aidietytė          | 20 km Gehen  | –       | –       | –             | –             | 1:34:01 h     | 39            | 39   |
| Kristina Saltanovič        | 20 km Gehen  | –       | –       | –             | –             | 1:31:04 h     | 21            | 21   |
| Brigita Virbalytė-Dimšienė | 20 km Gehen  | –       | –       | –             | –             | 1:31:58 h     | 26            | 26   |
| Männer                     |              |         |         |               |               |               |               |      |
| Rytis Sakalauskas          | 100 m        | 10,29 s | 31      | ausgeschieden | ausgeschieden | ausgeschieden | ausgeschieden | 31   |
| Marius Žiūkas              | 20 km Gehen  | –       | –       | –             | –             | 1:24:45 h     | 40            | 40   |
| Tadas Šuškevičius          | 50 km Gehen  | –       | –       | –             | –             | 4:08:16 h     | 46            | 46   |

Springen und Werfen
| Athleten           | Wettbewerb   | Qualifikation    | Qualifikation    | Finale           | Finale           | Rang             |
| Athleten           | Wettbewerb   | Weite/Höhe       | Rang             | Weite/Höhe       | Rang             | Rang             |
| ------------------ | ------------ | ---------------- | ---------------- | ---------------- | ---------------- | ---------------- |
| Frauen             |              |                  |                  |                  |                  |                  |
| Airinė Palšytė     | Hochsprung   | 1,93 m           | 10               | 1,89 m           | 11               | 11               |
| Zinaida Sendriūtė  | Diskuswerfen | 62,79 m          | 10               | 61,68 m          | 9                | 9                |
| Männer             |              |                  |                  |                  |                  |                  |
| Povilas Mykolaitis | Weitsprung   | 7,61 m           | 26               | ausgeschieden    | ausgeschieden    | 26               |
| Raivydas Stanys    | Hochsprung   | 2,16 m           | 27               | ausgeschieden    | ausgeschieden    | 27               |
| Virgilijus Alekna  | Diskuswerfen | 63,88 m          | 10               | 67,38 m          | 4                | 4                |
| Indrė Jakubaitytė  | Speerwerfen  | nicht angetreten | nicht angetreten | nicht angetreten | nicht angetreten | nicht angetreten |

Mehrkampf
| Athletinnen        | 100 m Hürden | 100 m Hürden | Hochsprung | Hochsprung | Kugelstoßen | Kugelstoßen | 200 m   | 200 m  | Weitsprung | Weitsprung | Speerwerfen | Speerwerfen | 800 m       | 800 m  | Punkte | Rang   |
| Athletinnen        | Zeit         | Punkte       | Höhe       | Punkte     | Weite       | Punkte      | Zeit    | Punkte | Weite      | Punkte     | Weite       | Punkte      | Zeit        | Punkte | Punkte | Rang   |
| ------------------ | ------------ | ------------ | ---------- | ---------- | ----------- | ----------- | ------- | ------ | ---------- | ---------- | ----------- | ----------- | ----------- | ------ | ------ | ------ |
| Siebenkampf Frauen |              |              |            |            |             |             |         |        |            |            |             |             |             |        |        |        |
| Austra Skujytė     | 14,00 s      | 978          |            |            | 17,31 m     | 1016        | 25,43 s | 848    | 6,25 m     | 927        | 51,13 m     | 882         | 2:20,59 min | 816    | 6599   | Bronze |

| Athleten         | 100 m   | 100 m  | Weitsprung | Weitsprung | Kugelstoßen | Kugelstoßen | Hochsprung | Hochsprung | 400 m   | 400 m  | 110 m Hürden | 110 m Hürden | Diskuswerfen | Diskuswerfen | Stabhochsprung | Stabhochsprung | Speerwerfen | Speerwerfen | 1500 m      | 1500 m | Punkte | Rang |
| Athleten         | Zeit    | Punkte | Weite      | Punkte     | Weite       | Punkte      | Höhe       | Punkte     | Zeit    | Punkte | Zeit         | Punkte       | Weite        | Punkte       | Höhe           | Punkte         | Weite       | Punkte      | Zeit        | Punkte | Punkte | Rang |
| ---------------- | ------- | ------ | ---------- | ---------- | ----------- | ----------- | ---------- | ---------- | ------- | ------ | ------------ | ------------ | ------------ | ------------ | -------------- | -------------- | ----------- | ----------- | ----------- | ------ | ------ | ---- |
| Zehnkampf Männer |         |        |            |            |             |             |            |            |         |        |              |              |              |              |                |                |             |             |             |        |        |      |
| Darius Draudvila | 10,95 s | 872    | 7,12 m     | 842        | 15,17 m     | 800         | 1,96 m     | 767        | 50,13 s | 809    | 14,87 s      | 865          | 46,43 m      | 796          | 4,20 m         | 673            | 50,16 m     | 591         | 5:03,14 min | 542    | 7557   | 25   |

### Moderner Fünfkampf
| Athleten              | Fechten | Fechten | Schwimmen   | Schwimmen | Reiten  | Reiten | Combined  | Combined | Punkte | Rang |
| Athleten              | Bilanz  | Punkte  | Zeit        | Punkte    | Zeit    | Punkte | Zeit      | Punkte   | Punkte | Rang |
| --------------------- | ------- | ------- | ----------- | --------- | ------- | ------ | --------- | -------- | ------ | ---- |
| Frauen                |         |         |             |           |         |        |           |          |        |      |
| Laura Asadauskaitė    | 23 - 12 | 952     | 2:18,67 min | 1136      | 72,26 s | 1180   | + 49,64 s | 2140     | 5408   | Gold |
| Gintarė Venčkauskaitė | 10 - 25 | 640     | 2:16,88 min | 1160      | 69,57 s | 1160   | +30,63 s  | 2216     | 5176   | 12   |
| Männer                |         |         |             |           |         |        |           |          |        |      |
| Justinas Kinderis     | 15 - 20 | 760     | 2:04,35 min | 1308      | 72,78 s | 1140   | +2,42 s   | 2524     | 5732   | 8    |

### Radsport

#### Bahn
| Athleten           | Wettbewerb | Qualifikation | Qualifikation | Finals                      | Finals                      | Rang |
| Athleten           | Wettbewerb | Zeit          | Rang          | Zeit                        | Rang                        | Rang |
| ------------------ | ---------- | ------------- | ------------- | --------------------------- | --------------------------- | ---- |
| Frauen             |            |               |               |                             |                             |      |
| Simona Krupeckaitė | Sprint     | 11,234 s      | 8             | Rennen um Platz 5: 11,812 s | Rennen um Platz 5: 11,812 s | 5    |
| Simona Krupeckaitė | Keirin     | –             | 2             | –                           | 5                           | 7    |

#### Straße
| Athleten             | Wettbewerb       | Zeit         | Rang |
| -------------------- | ---------------- | ------------ | ---- |
| Männer               |                  |              |      |
| Gediminas Bagdonas   | Straßenrennen    | 5:46:37 h    | 59   |
| Ramūnas Navardauskas | Straßenrennen    | 5:46:37 h    | 47   |
| Ramūnas Navardauskas | Einzelzeitfahren | 55:12,32 min | 21   |

#### BMX
| Athleten       | Wettbewerb | Qualifikation | Qualifikation | Viertelfinale | Viertelfinale | Halbfinale | Halbfinale | Finale        | Finale        | Rang |
| Athleten       | Wettbewerb | Zeit          | Rang          | Zeit          | Rang          | Zeit       | Rang       | Zeit          | Rang          | Rang |
| -------------- | ---------- | ------------- | ------------- | ------------- | ------------- | ---------- | ---------- | ------------- | ------------- | ---- |
| Frauen         |            |               |               |               |               |            |            |               |               |      |
| Vilma Rimšaitė | Race       | 42,162 s      | 14            | –             | –             | 19         | 7          | ausgeschieden | ausgeschieden | 13   |

### Ringen
| Athleten                         | Wettbewerb       | 1. Runde      | 1. Runde | Achtelfinale   | Achtelfinale | Viertelfinale    | Viertelfinale | Halbfinale   | Halbfinale | Hoffnungsrunde Viertelfinale | Hoffnungsrunde Viertelfinale | Hoffnungsrunde Halbfinale | Hoffnungsrunde Halbfinale | Hoffnungsrunde Finale | Hoffnungsrunde Finale | Finale        | Finale        | Rang   |
| Athleten                         | Wettbewerb       | Gegner        | Ergebnis | Gegner         | Ergebnis     | Gegner           | Ergebnis      | Gegner       | Ergebnis   | Gegner                       | Ergebnis                     | Gegner                    | Ergebnis                  | Gegner                | Ergebnis              | Gegner        | Ergebnis      | Rang   |
| -------------------------------- | ---------------- | ------------- | -------- | -------------- | ------------ | ---------------- | ------------- | ------------ | ---------- | ---------------------------- | ---------------------------- | ------------------------- | ------------------------- | --------------------- | --------------------- | ------------- | ------------- | ------ |
| griechisch-römischer Stil Männer |                  |               |          |                |              |                  |               |              |            |                              |                              |                           |                           |                       |                       |               |               |        |
| Edgaras Venckaitis               | Klasse bis 66 kg | Mohamed Serir | 3 - 1 PP | D. Bajachmetow | 3 - 1        | Kim Hyeonwoo     | 0 PO - 3      | -            | -          | -                            | -                            | Pedro Mulens Herrera      | 1 PP - 3                  | ausgeschieden         | ausgeschieden         | ausgeschieden | ausgeschieden | 7      |
| Aleksandr Kazakevič              | Klasse bis 74 kg | Freilos       | Freilos  | Péter Bácsi    | 5 - 0 VB     | Robert Rosengren | 3 - 1 PP      | Roman Wlasow | 0 - 3 PO   | -                            | -                            | -                         | -                         | Mark Madsen           | 3 PO - 0              | -             | -             | Bronze |

### Rudern
| Athleten                           | Wettbewerb   | Vorlauf     | Vorlauf | Hoffnungslauf | Hoffnungslauf | Viertelfinale | Viertelfinale | Halbfinale  | Halbfinale | Finale      | Finale | Rang |
| Athleten                           | Wettbewerb   | Zeit        | Rang    | Zeit          | Rang          | Zeit          | Rang          | Zeit        | Rang       | Zeit        | Rang   | Rang |
| ---------------------------------- | ------------ | ----------- | ------- | ------------- | ------------- | ------------- | ------------- | ----------- | ---------- | ----------- | ------ | ---- |
| Frauen                             |              |             |         |               |               |               |               |             |            |             |        |      |
| Donata Vištartaitė                 | Einer        | 7:43,07 min | 2       | –             | –             | 7:45,68 min   | 3             | 7:56,05 min | 5          | 7:47,94 min | 8      | 8    |
| Männer                             |              |             |         |               |               |               |               |             |            |             |        |      |
| Mindaugas Griškonis                | Einer        | 6:46,56 min | 4       | 7:00,19 min   | 1             | 7:00,80 min   | 3             | 7:31,72 min | 5          | 7:15,32 min | 8      | 8    |
| Rolandas Maščinskas Saulius Ritter | Doppelzweier | 6:17,78 min | 2       | –             | –             | –             | –             | 6:21,62 min | 2          | 6:42,96 min | 6      | 6    |

### Schießen
| Athleten             | Wettbewerb | Qualifikation | Qualifikation | Finale        | Finale        | Ringe | Rang |
| Athleten             | Wettbewerb | Ringe         | Rang          | Ringe         | Rang          | Ringe | Rang |
| -------------------- | ---------- | ------------- | ------------- | ------------- | ------------- | ----- | ---- |
| Frauen               |            |               |               |               |               |       |      |
| Daina Gudzinevičiūtė | Trap       | 66            | 14            | ausgeschieden | ausgeschieden | 66    | 14   |

### Schwimmen
| Athleten            | Wettbewerb          | Vorlauf     | Vorlauf | Halbfinale    | Halbfinale    | Finale        | Finale        | Rang |
| Athleten            | Wettbewerb          | Zeit        | Rang    | Zeit          | Rang          | Zeit          | Rang          | Rang |
| ------------------- | ------------------- | ----------- | ------- | ------------- | ------------- | ------------- | ------------- | ---- |
| Frauen              |                     |             |         |               |               |               |               |      |
| Rūta Meilutytė      | 50 m Freistil       | 25,55 s     | 26      | ausgeschieden | ausgeschieden | ausgeschieden | ausgeschieden | 26   |
| Rūta Meilutytė      | 100 m Freistil      | 56,33 s     | 29      | ausgeschieden | ausgeschieden | ausgeschieden | ausgeschieden | 29   |
| Rūta Meilutytė      | 100 m Brust         | 1:05,56 min | 1       | 1:05,21 min   | 1             | 1:05,47 min   | 1             | Gold |
| Männer              |                     |             |         |               |               |               |               |      |
| Mindaugas Sadauskas | 100 m Freistil      | 49,78 s     | 28      | ausgeschieden | ausgeschieden | ausgeschieden | ausgeschieden | 28   |
| Vytautas Janušaitis | 100 m Schmetterling | 54,17 s     | 39      | ausgeschieden | ausgeschieden | ausgeschieden | ausgeschieden | 39   |
| Giedrius Titenis    | 100 m Brust         | 59,68 s     | 3       | 59,66 s       | 5             | 1:00,84 min   | 8             | 8    |
| Giedrius Titenis    | 200 m Brust         | 2:10,36 min | 8       | 2:09,95 min   | 11            | ausgeschieden | ausgeschieden | 11   |
| Vytautas Janušaitis | 200 m Lagen         | 1:59,84 min | 14      | 2:00,13 min   | 13            | ausgeschieden | ausgeschieden | 13   |

### Segeln
Fleet Race
| Athleten         | Wettbewerb      | Qualifikation | Qualifikation | Medal Race    | Medal Race    | Punkte | Rang |
| Athleten         | Wettbewerb      | Punkte        | Rang          | Punkte        | Rang          | Punkte | Rang |
| ---------------- | --------------- | ------------- | ------------- | ------------- | ------------- | ------ | ---- |
| Frauen           |                 |               |               |               |               |        |      |
| Gintarė Scheidt  | Laser Radial    | 68            | 6             | 14            | 6             | 82     | 6    |
| Männer           |                 |               |               |               |               |        |      |
| Juozas Bernotas  | Windsurfen RS:X | 120           | 12            | ausgeschieden | ausgeschieden | 120    | 12   |
| Rokas Milevičius | Laser           | 339           | 42            | ausgeschieden | ausgeschieden | 339    | 42   |

### Turnen

#### Gerätturnen
| Athleten        | Wettbewerb       | Qualifikation | Qualifikation | Finale        | Finale        | Rang          |
| Athleten        | Wettbewerb       | Punkte        | Rang          | Punkte        | Rang          | Rang          |
| --------------- | ---------------- | ------------- | ------------- | ------------- | ------------- | ------------- |
| Frauen          |                  |               |               |               |               |               |
| Laura Švilpaitė | Mehrkampf Einzel | 50,299        | 50            | ausgeschieden | ausgeschieden | ausgeschieden |
| Laura Švilpaitė | Sprung           | 12,233        | 80            | ausgeschieden | ausgeschieden | ausgeschieden |
| Laura Švilpaitė | Stufenbarren     | 13,500        | 39            | ausgeschieden | ausgeschieden | ausgeschieden |
| Laura Švilpaitė | Schwebebalken    | 11,900        | 71            | ausgeschieden | ausgeschieden | ausgeschieden |
| Laura Švilpaitė | Boden            | 12,666        | 64            | ausgeschieden | ausgeschieden | ausgeschieden |
| Männer          |                  |               |               |               |               |               |
| Rokas Guščinas  | Pauschenpferd    | 14,366        | 17            | ausgeschieden | ausgeschieden | ausgeschieden |